# Seleção Suíça de Futebol de Areia
A Seleção Suíça de Futebol de Areia representa a Suíça nas competições internacionais de futebol de areia (ou beach soccer).

## Títulos
| Continentais | Continentais   | Continentais | Continentais |
|              | Competição     | Vezes        | Ano          |
| ------------ | -------------- | ------------ | ------------ |
|              | Taça da Europa | 1            | 2005         |
|              | Jogos Europeus | 1            | 2023         |